# Bahnhof Nistertal-Bad Marienberg
Der Bahnhof Nistertal-Bad Marienberg (früher: Erbach (Westerw)) ist neben dem Haltepunkt Büdingen (Westerw) eine von zwei Bahnstationen in der rheinland-pfälzischen Ortsgemeinde Nistertal. Der Bahnhof liegt an Streckenkilometer 42,4 der Bahnstrecke Limburg (Lahn)–Altenkirchen (Westerw)–Au (Sieg) (Oberwesterwaldbahn). Von 1911 bis 1996 zweigte hier die Bahnstrecke Erbach–Fehl-Ritzhausen ab.

## Namensgebung
Unter der Bezeichnung Erbach (Westerw) wurde der Bahnhof Nistertal-Bad Marienberg eröffnet, da er im Nistertaler Ortsteil Erbach liegt. Von 1911 bis 1971 besaß die Stadt Marienberg den ortsnah (gut einen Kilometer südwestlich vom Stadtzentrum) gelegenen Bahnhof Bad Marienberg. Nach Stilllegung der Bahnstrecke Erbach–Fehl-Ritzhausen war Erbach der nächstgelegene Bahnhof für Marienberg, er wurde so letztendlich in Nistertal-Bad Marienberg umbenannt und dient seitdem sowohl der Gemeinde Nistertal als auch der Stadt Bad Marienberg.

## Geschichte
Eröffnet wurde der Bahnhof Nistertal-Bad Marienberg mit dem Streckenabschnitt Hachenburg–Hadamar der Oberwesterwaldbahn am 1. Oktober 1886 unter der Bezeichnung Erbach (Westerw).

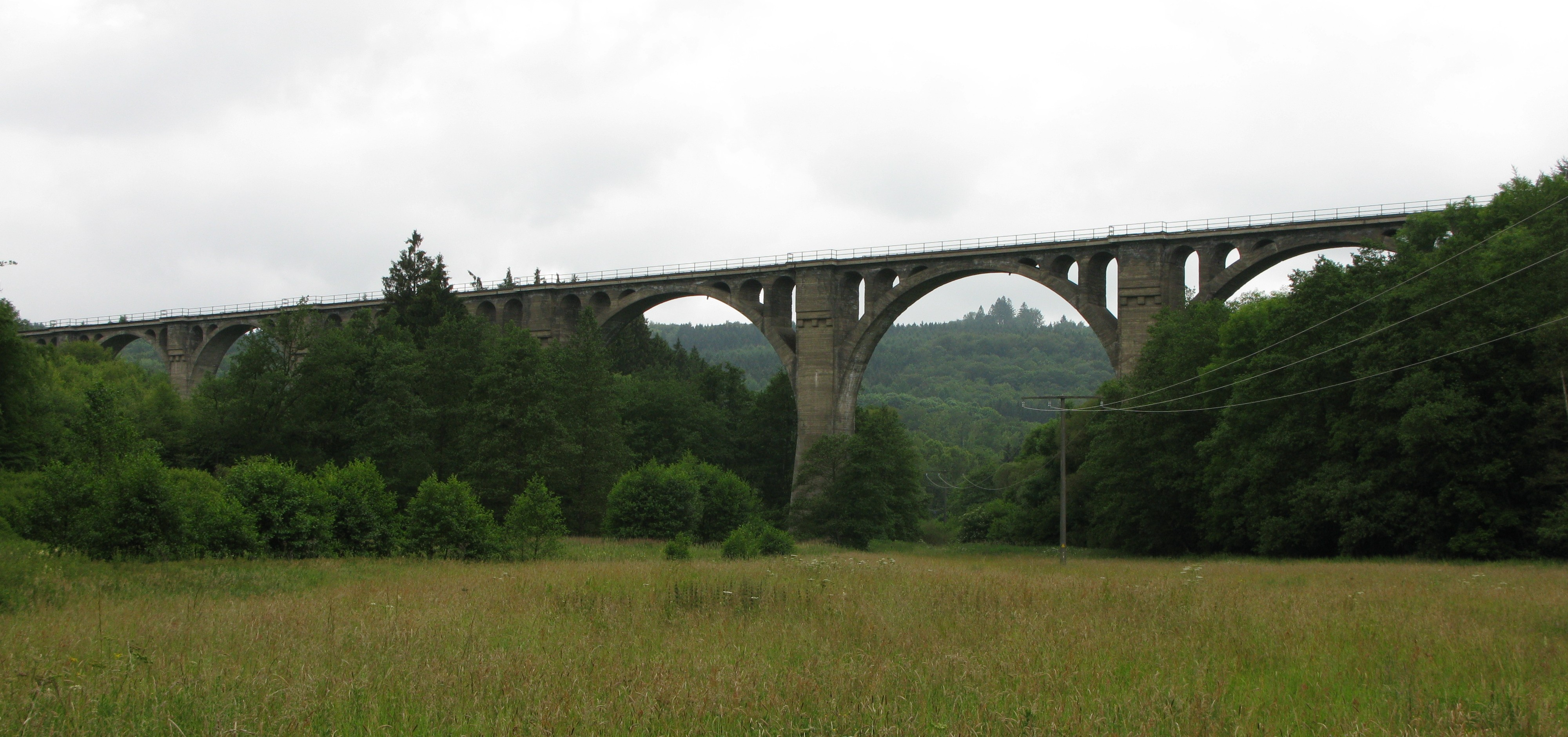
Erbacher Brücke über die Nister in der Nähe des Erbacher Bahnhofs

Die Bahnstrecke Erbach–Fehl-Ritzhausen war aufgrund des ungeeigneten Untergrunds bei Erbach etwas schwierig anzulegen. Die Trasse musste am Westufer der Nister gebaut werden. Neben der Kreuzung der Bahnstrecke Limburg–Altenkirchen entstand mit der Erbacher Brücke in der Nähe des dortigen Bahnhofs ein elfbogiges, rund 300 m langes und fast 40 m hohes Viadukt, das damals größte des Deutschen Kaiserreiches, in nur sechs Monaten Bauzeit über die Nister. Damals noch ohne Stahlarmierung gebaut, galt es als „Wunder der Technik“. Am 31. August 1911 wurde die Bahnstrecke schließlich eröffnet.
Die Französische Besatzungsmacht ordnete nach dem Zweiten Weltkrieg alle Bahnstrecken im nördlichen Teil ihrer Besatzungszone der Eisenbahndirektion Mainz zu. Mit der schrittweisen Auflösung der Bundesbahndirektion Mainz in den Jahren 1971/72 fiel die Zuständigkeit für den Bahnhof Nistertal-Bad Marienberg zum 1. Januar 1971 an die Bundesbahndirektion Frankfurt/M.
Am 26. September 1971 wurde der Personenverkehr auf der gesamten Strecke Erbach–Fehl-Ritzhausen und der Güterverkehr zwischen Marienberg und Fehl-Ritzhausen eingestellt. Am 1. Juli 1996 wurde der verbliebene Abschnitt, der bis zum Mai 1995 – wenn auch nur sporadisch – noch im Güterverkehr bedient wurde, stillgelegt.
Die vorgenannte Erbacher Brücke blieb nach der Stilllegung der Strecke 1995 als technisches Baudenkmal erhalten.

## Empfangsgebäude

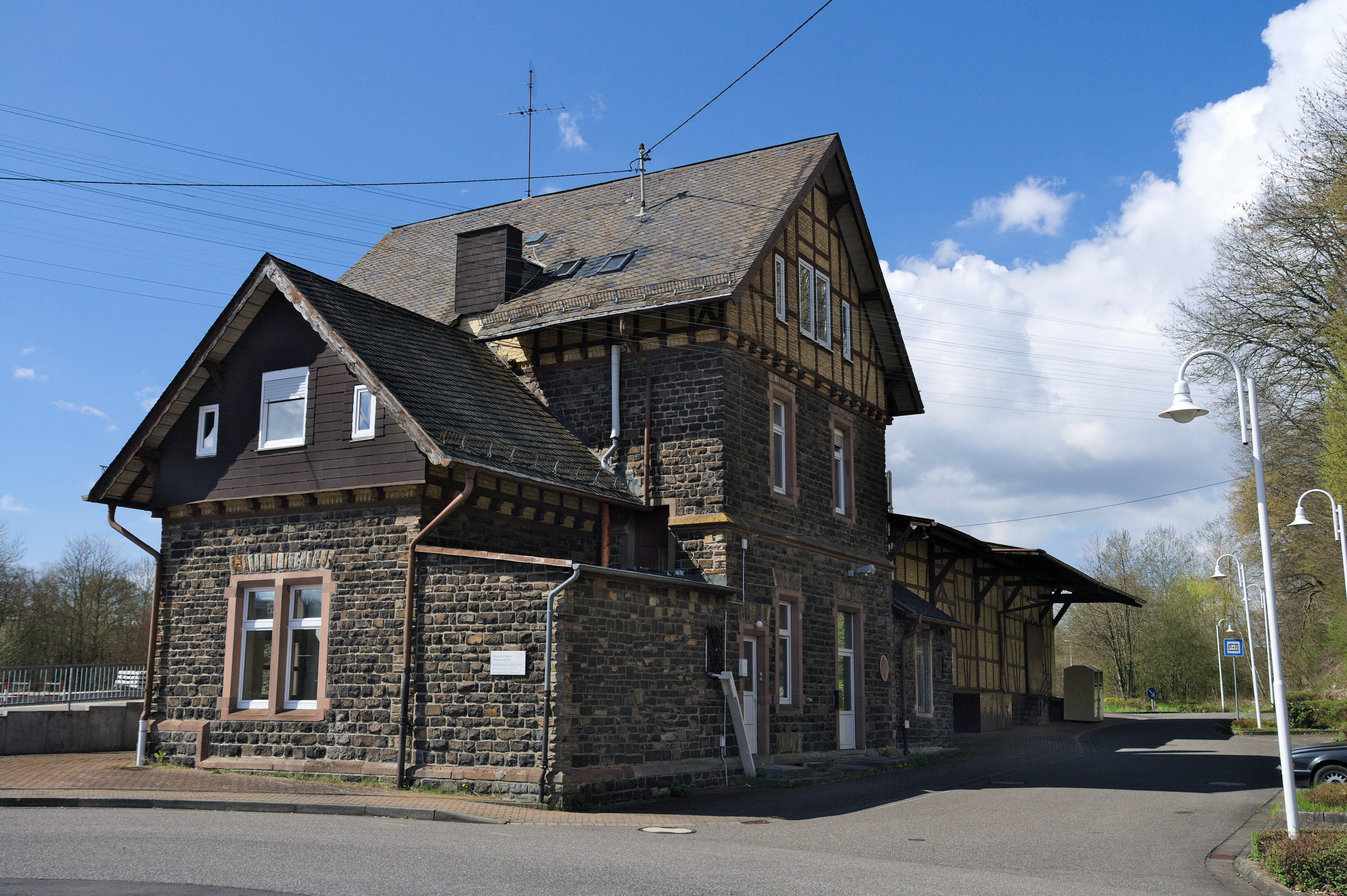
Südostseite des Bahnhofsgebäudes

Das Empfangsgebäude des Bahnhofs Nistertal-Bad Marienberg mit angegliedertem Güterschuppen ist ein Typenbau, welcher um das Jahr 1885 erbaut wurde. Der Bahnhof besitzt die Adresse Bahnhofstraße 2. Gemäß rheinland-pfälzischem Denkmalschutzgesetz ist das Empfangsgebäude des Bahnhofs Nistertal-Bad Marienberg ein Kulturdenkmal.

## Gleisanlagen
Der Bahnhof Nistertal-Bad Marienberg besitzt noch umfangreiche Gleisanlagen, welche früher dem Güterverkehr dienten und nicht abgebaut wurden. Für den Personenverkehr stehen drei Gleise an einem Haus- und einem Mittelbahnsteig zur Verfügung.
Die Nummerierung der Gleise beginnt auf der Südwestseite am Empfangsgebäude.
- Gleis 1 ist ein Durchgangsgleis und liegt als Hausbahnsteig direkt vor dem Empfangsgebäude. Hier fahren heute die HLB-Züge der Westerwald-Sieg-Bahn (RB 90) Richtung Limburg (Lahn) über Westerburg ab.
- Gleis 2 ist ebenfalls ein Durchgangsgleis und teilt sich mit Gleis 4 einen Inselbahnsteig. Hier verkehren die Züge der Linie RB90 in Richtung Siegen über Altenkirchen (Westerw) und Au (Sieg).
- Gleis 4 ist ein Durchgangsgleis und liegt als äußerstes Bahnsteiggleis neben Gleis 2. Vereinzelt nutzen es Züge Richtung Altenkirchen/Au (Sieg).
- Neben Gleis 4 befinden sich weitere Gleise, welche früher vorrangig dem Güterverkehr dienten und heute teilweise überwachsen, jedoch auch noch befahrbar sind.

Am Bahnhof Nistertal-Bad Marienberg gibt es zudem Park-and-Ride sowie Bike-and-Ride-Anlagen.

## Betrieb
Im Bahnhof Nistertal-Bad Marienberg halten nur Nahverkehrszüge.
Zum Fahrplanwechsel im Dezember 2014 hat die Hessische Landesbahn, Betriebsbereich Dreiländerbahn den Verkehr auf der Strecke Limburg–Au von Vectus übernommen. Es werden weiterhin Triebwagen des Typs LINT 27 eingesetzt, die für Geschwindigkeiten von bis zu 120 km/h ausgelegt sind. Die Fahrten auf der Linie Westerwald-Sieg-Bahn werden durch den Betriebsbereich Dreiländerbahn der HLB durchgeführt. Die Verkehrsleistungen auf dem in Rheinland-Pfalz liegenden Abschnitt der RB 90 erfolgen im Auftrag des Zweckverband Schienenpersonennahverkehr Rheinland-Pfalz Nord (SPNV Nord) und werden nach dem Rheinland-Pfalz-Takt durchgeführt. Seit dem 1. Januar 2017 gilt auch im Westerwaldkreis der Tarif des Verkehrsverbunds Rhein-Mosel (VRM). Seit dem Fahrplanwechsel im Dezember 2014 bestand auf dem größtenteils in Rheinland-Pfalz verlaufenden Streckenabschnitt der RB 90 zwischen Westerburg und Siegen von Montag bis Sonntag ein genereller Stundentakt, welcher zur Hauptverkehrszeit von Montag bis Freitag auf dem Abschnitt Betzdorf–Altenkirchen teilweise zum Halbstundentakt verdichtet wurde.
Im Jahresfahrplan 2021 wurde die ganze Strecke in Zweistundentakt bedient, dazwischen gibt es einen Zweistundentakt Altenkirchen – Limburg, so dass sich eine etwa stündliche Bedienung des Bahnhofes ergibt.
| Linie | Zuglauf | Takt   |
| ----- | --- | ------ |
| RB 90 | Westerwald-Sieg-Bahn: (Kreuztal – Siegen-Geisweid – Siegen-Weidenau –)* Siegen Hbf – Eiserfeld (Sieg) – Niederschelden Nord – Niederschelden – Mudersbach – Brachbach – Freusburg Siedlung – Kirchen – Betzdorf (Sieg) – Scheuerfeld (Sieg) – Niederhövels – Wissen (Sieg) – Etzbach – Au (Sieg) – Geilhausen – Hohegrete – Breitscheidt (Kr Altenkirchen Ww) – Kloster Marienthal (wochentags zweistdl.) – Obererbach – Altenkirchen (Westerwald) – Ingelbach – Hattert – Hachenburg – Unnau-Korb – Nistertal-Bad Marienberg (– Büdingen (Westerw) – Enspel – Rotenhain) (zweistündlich) – Langenhahn – Westerburg – Willmenrod – Berzhahn – Wilsenroth – Frickhofen – Niederzeuzheim – Hadamar – Niederhadamar – Elz (Kr Limburg/Lahn) – Staffel – Diez Ost – Limburg (Lahn) * einzelne Züge an Werktagen Stand: Fahrplanwechsel Dezember 2024 | 60 min |

## Dieselnetz Eifel-Westerwald-Sieg
Die Strecke wurde im September 2011 im Rahmen des Dieselnetzes Eifel-Westerwald-Sieg neu ausgeschrieben. Im Zuge dieser Ausschreibung wurde die Oberwesterwaldbahn (Linie RB 28) zum Fahrplanwechsel im Dezember 2014 in Westerwald-Sieg-Bahn (RB 90) umbenannt und von Au (Sieg) nach Siegen Hbf verlängert.